# Eva (stol)

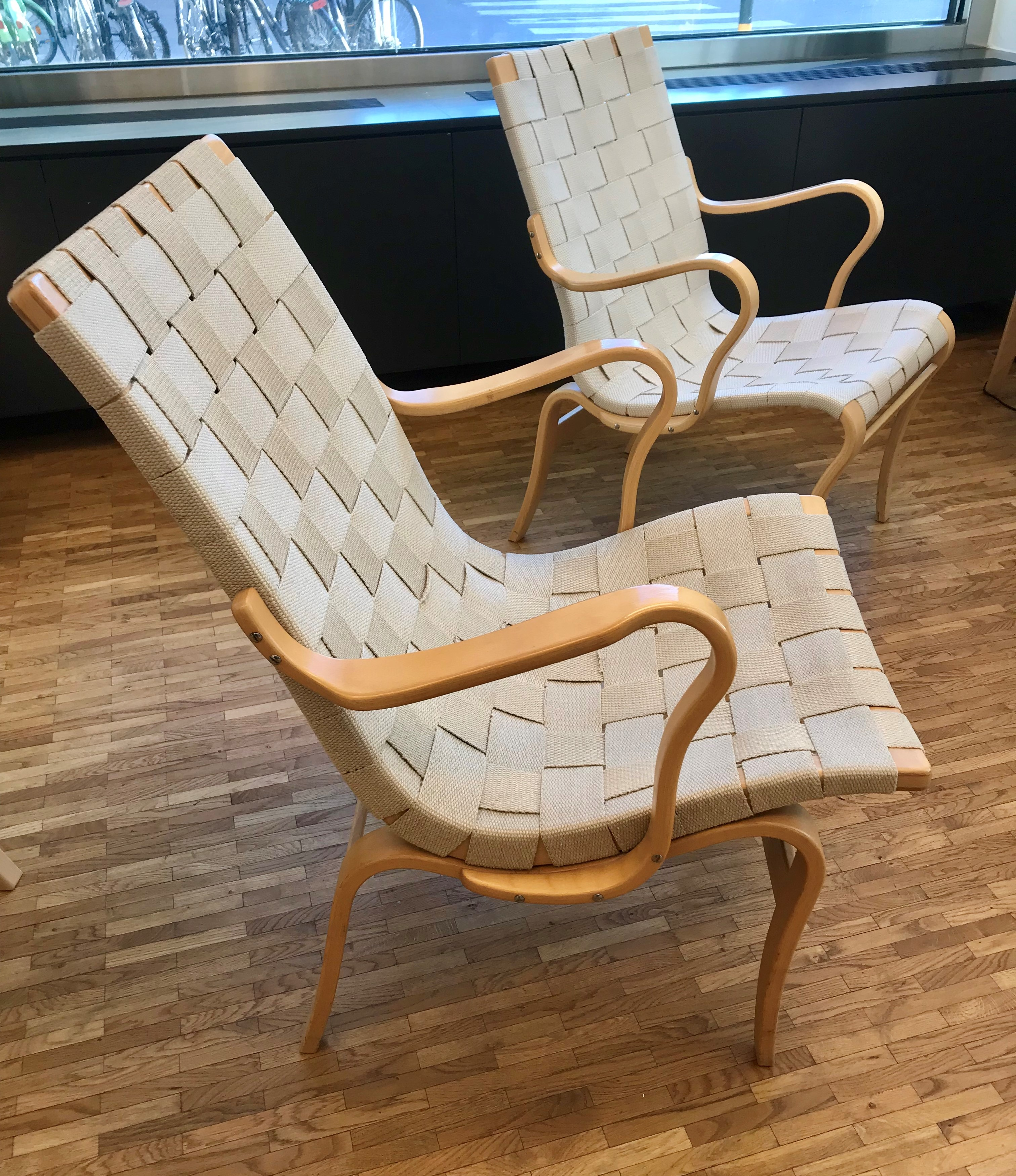
Eva i förgrunden och Mina i bakgrunden.

Eva eller Arbetsstol modell 41 är en stol formgiven av Bruno Mathsson 1941. Han var känd för sina stolar i böjträteknik som han ofta namngav med ett kvinnonamn. Eva har en stomme av björk eller bok och sadelgjordsflätad sits. 
Mathssons första stol var Gräshoppan från 1931 där han också använde böjträteknik och sadelgjordsflätning. Hans första "Arbetsstol", Evas föregångare, brukar dateras 1933–1934 och saknade armstöd. År 1941 kom den modifierade modellen med armstödet som han utvecklat samma år och som väsentligt skärper det böljande uttrycket.
Stolen tillverkades av Firma Karl Mathsson, det vill säga av hans far i Värnamo. Den fick sitt namn Eva 1978 när Mathsson bestämde att DUX skulle licenstillverka den klassiska möbelkollektionen hos Firma Karl Mathsson. Sedan 2004 tillverkas stolen av Bruno Mathsson International. 
Samma år som DUX började producera Eva i stor skala formgav Mathsson en variant på Eva, Mina, som skiljer sig från den klassiska stolen genom det nedböjda sitsslutet. 